# Baroeg
Baroeg (ook wel, abusievelijk: de Baroeg) is een poppodium in de Nederlandse stad Rotterdam.

## Beschrijving

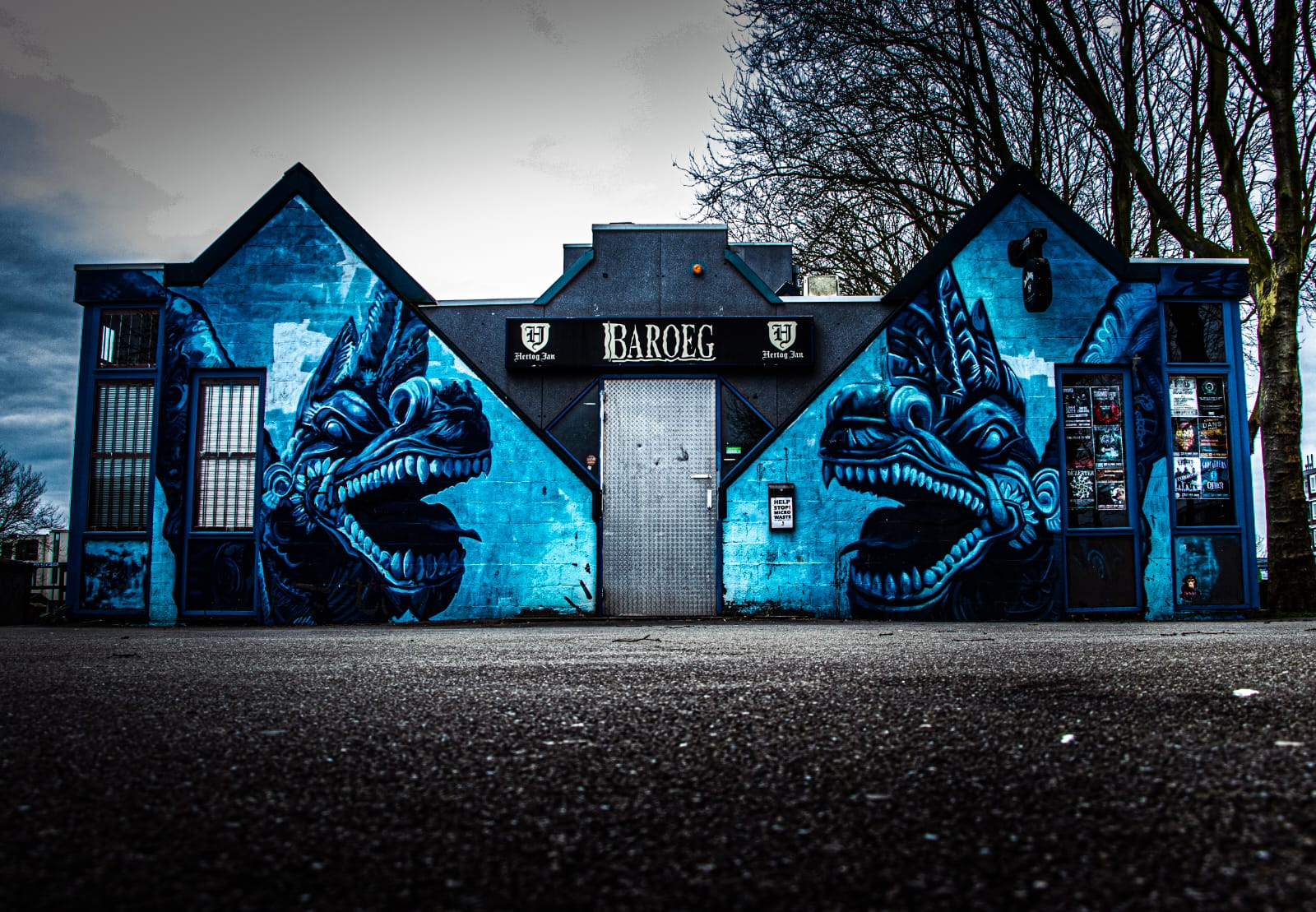
Baroeg in het Spinozapark in 2022

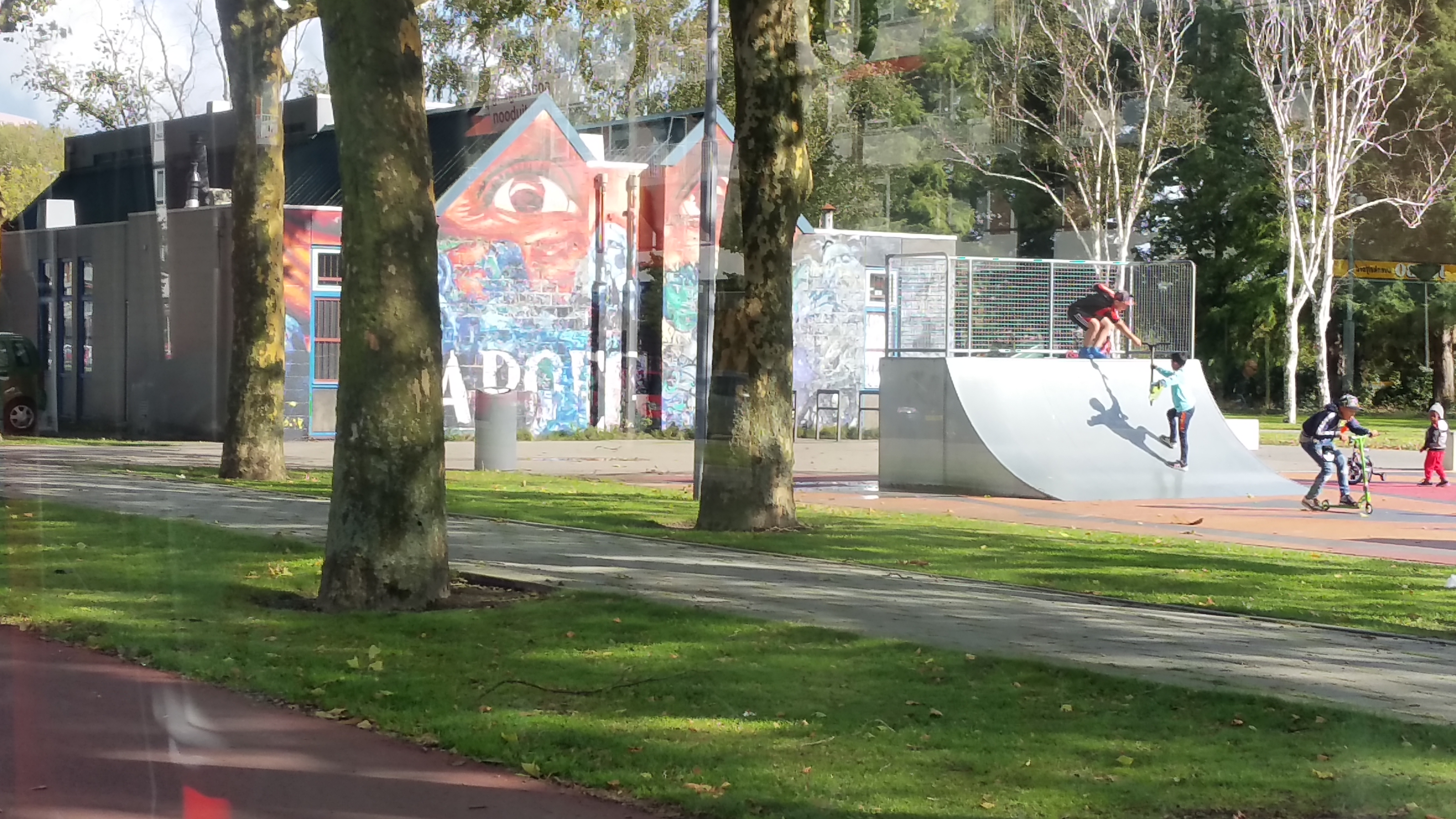
Achterkant Baroeg in 2017

Baroeg noemt zich een 'subcultureel poppodium', waarmee verwezen wordt naar de diverse activiteiten die er gehouden worden voor liefhebbers van moderne alternatieve muziek. 

### Jaren tachtig
In 1981 begon Baroeg als open jongerencentrum en was een gewaardeerd onderdeel van de Rotterdamse wijk Lombardijen, aan de Spinozaweg in het Spinozapark. Eind 70-er, begin 80-er jaren was er veel onrust onder jongeren. Een economische crisis en massale jeugdwerkloosheid waren de oorzaken. Jongerenwerk Zuid richtte een initiatiefgroepcomité op. Dankzij hen werd een nota geschreven over jongerenwerk op Zuid. Dat is de basis geweest voor het ontstaan van Baroeg. Op 6 mei 1981 werd Stichting Open Jongerencentrum Baroeg opgericht met als doel het bevorderen en realiseren van ontspannings-, ontmoetings- en communicatiemogelijkheden voor jongeren in Rotterdam en Nieuw-Zuid en het geven van informatie alsmede hulpverlening en belangenbehartiging. 
Een afgekeurd architectuur-ontwerp voor een ander jongerencentrum, Kaassee, werd gebruikt voor het Baroeggebouw. OJC Baroeg zit aan de Spinozaweg. Baruch Spinoza was een Nederlandse filosoof en politiek denker in de 17e eeuw. Jongeren werkten zelf mee aan de inrichting van het pand. Het pand werd officieel geopend op 2 oktober 1982.
De naam is een verbastering van de voornaam van Baruch Spinoza, naar wie deze locaties zijn genoemd. Er werden veel jeugdactiviteiten georganiseerd, zoals de maandelijkse 'kids gabber party' voor jongeren onder de 16 in de jaren 90. Ook werden er sportavonden georganiseerd met kickboksen, aerobic, jazzballet en zelfverdediging. Elke middag werden activiteiten georganiseerd en kwam er een doka en een zeefdrukruimte.
De eerste paar jaar lag de nadruk op het programmeren van -vooral- Nederlandse pop.
Een reeks bekende Nederlandse bands stond op het podium in de periode 1983 -1988, zoals The Nits, Mark Foggo, De Div, Toontje Lager, Frank Boeijen Groep, Spasmodique, Kiem, Claw Boys Claw, Clan of Xymox, Roots Syndicate, I've Got The Bullets, Tröckener Kecks en De Dijk. Verder deden ook artiesten als Jules Deelder en Armand Baroeg aan.
Binnen zijn een bar en een zaal met podium. Op dat podium treden wekelijks bands op: voornamelijk metal, maar ook punk, hardcore en andere stijlen. Naast deze concerten worden in Baroeg dansavonden gehouden. Bekendst in Rotterdam en omgeving is de maandelijkse Downward Spiral (EBM, gothic en meer.) Andere dansavonden variëren van cybergothic tot wave tot drum&bass. In het verleden stonden bands als Tröckener Kecks, Claw Boys Claw, Cradle of Filth, Within Temptation op het podium hoewel die met een capaciteit van 400 bezoekers niet meer te betalen zijn.
In 1987 kwam René Veerkamp in dienst als jongerenwerker. Naast het opzetten van werkgelegenheidsprojecten kreeg hij de taak om de programmaraad van Baroeg te begeleiden. Veerkamp begon vanaf medio 1988 voorzichtig zijn stempel te drukken op de toenmalige popprogrammering door iets geheel anders te proberen: hardrock, punk en hardcore. Onder leiding van de programmeur Veerkamp hebben vele jonge Rotterdamse bandjes hier hun eerste optreden verzorgd en dankzij dezelfde Veerkamp het podium gedeeld met menig grote tourende band. Als er 2 of 3 grote namen stonden werden er ook 2 a 3 onbekende lokale bands bij gezet, als extra voor publiek en bands. Het Haagse Noisy Act Of Protest kwam spelen, evenals hardrock acts als Vulture en Vengeance. De eerste Nederlandse punkband was de Groningse formatie De Boegies in 1988.

### Jaren negentig
Voorjaar 1991 werd de wijk Lombardijen toegevoegd aan de deelgemeente IJsselmonde, wat voor Baroeg betekende dat de subsidiëring niet meer plaatsvond vanuit het stadhuis, maar vanuit IJsselmonde. 
In de overgang van welzijnswerk naar cultuur werd in 1993 een doorbraak geforceerd om Baroeg in één jaar uit te laten groeien naar een poppodium van formaat. De nadruk kwam te liggen op hardere muziekstijlen als death metal, black metal, punk en hardcore. Baroeg bereikte in 1994 haar doelstelling. Mede te danken aan het groeiende aantal gemotiveerde vrijwilligers dat zich in die tijd aanmeldde.
In 1989 en 1990 werd er in Baroeg aan hiphop gedaan, met succesvolle concerten van bands als Damn en 24K. Ook was er in 1990 de Acid en House-explosie. DJ’s Ludi , DJ Paul, Ronald Molendijk en Lucien Foort kwamen draaien. Tijdelijk raakten de bandoptredens op de achtergrond. Wel kwam de eerste buitenlandse punkband spelen: GBH in 1991.
In 1994 kwam er financiële ruimte om een eigen P.A. aan te schaffen. Dat maakte het mogelijk om in de jaren daarna het live-aanbod nog verder uit te breiden.
De nadruk bleef liggen op death en black metal, maar ook gothic, electro, punk, hardcore en diverse melodische hardrockstijlen kregen een vaste plek in de programmering. 
In 1998 treedt de symfonische metal band Within Temptation op in Baroeg, een band die later een van de succesvolste bands van Nederland wordt.

### Jaren nul

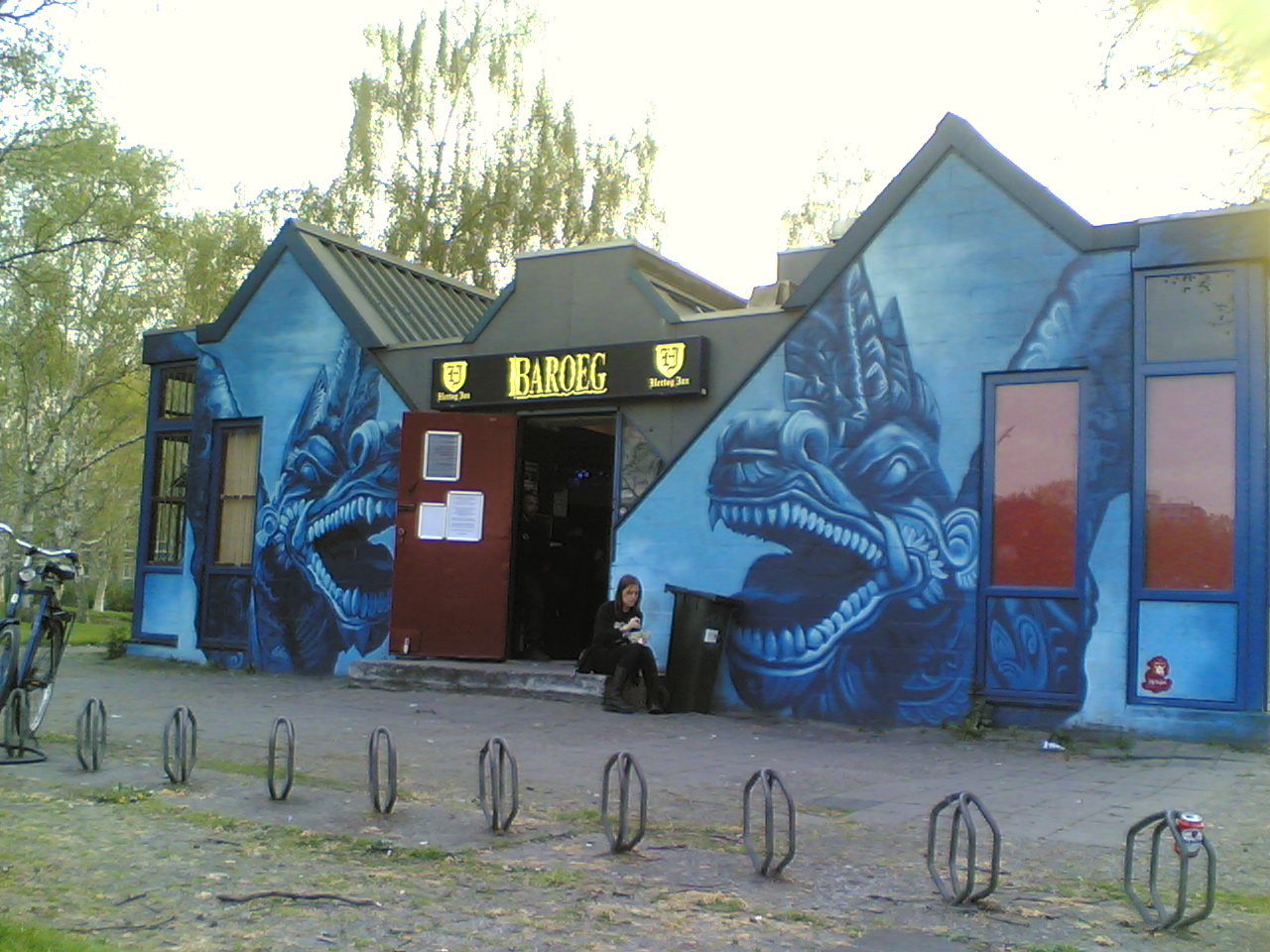
Baroeg tijdens openingstijd in 2008

In het begin van het nieuwe millennium waren de bezuinigingen voelbaar. Baroeg had al een paar keer op de rand van de financiële afgrond gestaan. Stug doorgaand vierde Baroeg in 2001 toch het 20-jarig bestaan. 
Het voortbestaan van Baroeg werd in april 2001 opnieuw bedreigd door bezuinigingen van de gemeente. De vijftig medewerkers en hun verrassend grote achterban waren echter duidelijk: “Baroeg moet blijven.” In een reeks benefietconcerten traden ruim 130 bands op voor het behoud van Baroeg. Daarnaast verschenen twee benefiet-cd’s. In 2001 werd Baroeg door de Vereniging Nederlandse Poppodia en -Festivals (VNPF) onderscheiden met de titel ‘Nederlands podium van het jaar’ vanwege de doelgroepgerichte en consequente programmering.
Sommige optredens en feesten trekken fans uit heel Nederland en soms ook wel het buitenland aan. Door het alternatieve karakter van deze club en haar gasten en vrijwilligers is er in het verleden weleens sprake geweest van onbegrip en zelfs wantrouwen onder de bewoners. Toch namen in de zomer van 2002 veel plaatselijke middenstanders deel aan de actie "Baroeg moet blijven" door pamfletten op de winkelruiten te plakken. Bij de Rotterdamse marathon van dat jaar stonden voorstanders van de Baroeg met een spandoek langs de route, die over de Spinozaweg liep, en was op het wegdek de leus "Baroeg moet blijven" geschilderd.
In het verleden heeft Baroeg in financieel zwaar weer verkeerd maar heeft het ook met weinig subsidie het hoofd boven water kunnen houden.
In 2003 werd een van de eerste clubshows van Epica geboekt
In de periode 2009-2012 werd Baroeg voor het eerst opgenomen in het Cultuurplan van gemeente Rotterdam en dat gaf het podium de mogelijkheid om verder te professionaliseren.

#### Tijdelijke sluiting in 2007
Vanwege een gewelddadig barkrukincident op 2 juni 2007 is die datum een zwarte bladzijde in de geschiedenis van Baroeg. Een 24-jarige Poolse man overleed een dag later aan zijn verwondingen. Op last van de burgemeester bleef Baroeg drie maanden gesloten. Op 4 juni meldde de politie dat twee verdachten, beide Rotterdammers, waren aangehouden. Voor politieonderzoek werd het poppodium twee weken gesloten. Kort daarna werd op last van burgemeester Opstelten besloten om de sluitingstermijn te verlengen tot drie maanden, ondanks protest van onder meer de SP en Leefbaar Rotterdam, vanwege aantasting van de openbare orde en veiligheid, nalatigheid en het afwijken van de exploitatievergunning. Op 27 februari 2008 werden de twee Rotterdammers veroordeeld tot gevangenisstraffen van zes en vijf jaar.

### Jaren tien

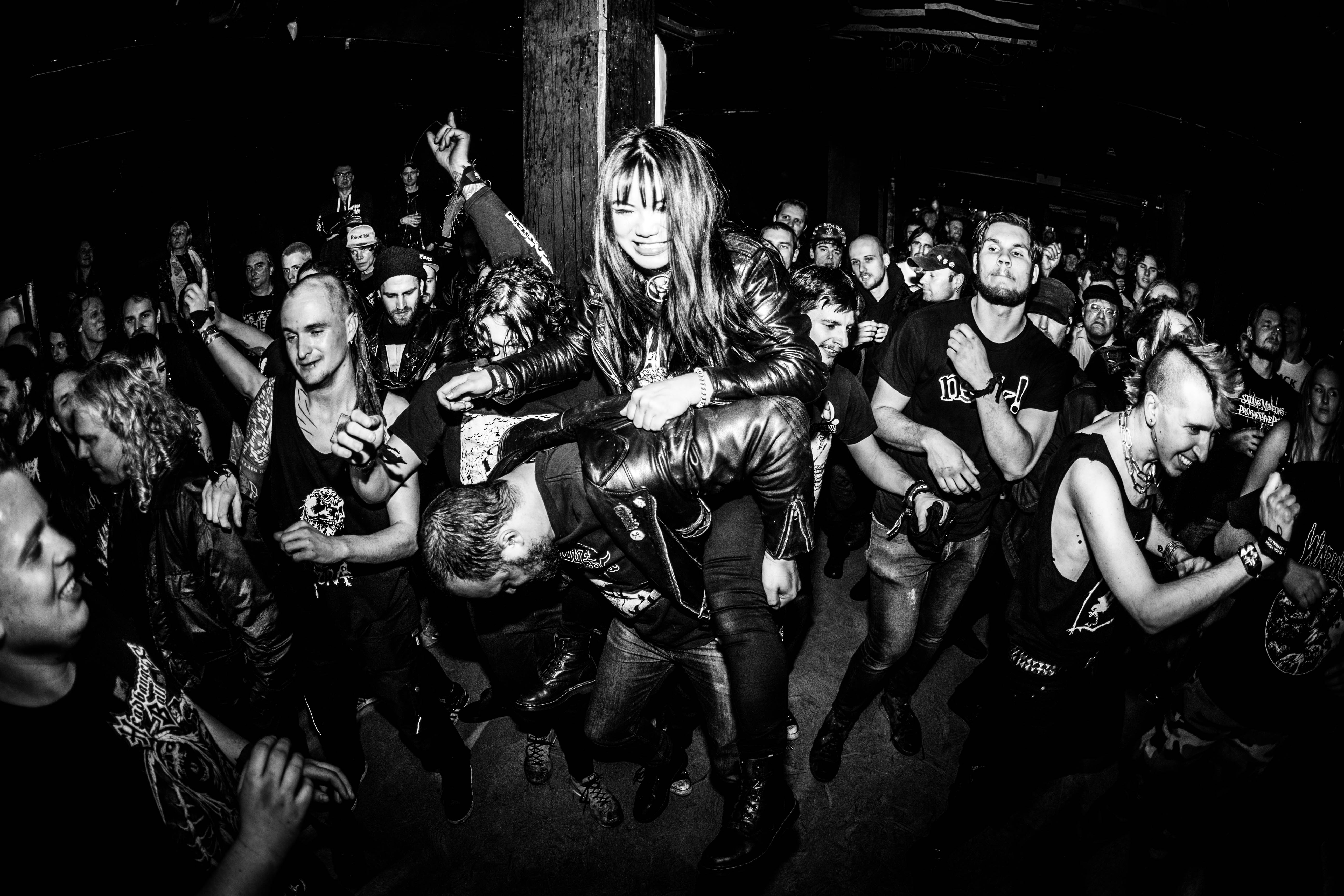
Baroeg-publiek in 2019

In 2012 kreeg Baroeg de ANBI-status, op 1 januari 2013 werd Baroeg een ‘kernpodium C’ bij Fonds Podiumkunsten (FPK). Dit gaf niet alleen landelijke erkenning, maar vanaf dat moment kon Baroeg ook verlies dekkende subsidies aanvragen bij het FPK bij producties met Nederlandse bands, solomuzikanten of dj's.
Begin 2016 ontstond op initiatief een voormalig bestuursvoorzitter Erik de Boer een heuse vriendenclub, de Vrienden van Baroeg (VvB). Met de VvB genereert Baroeg niet alleen extra inkomsten, maar doet het podium ook aan klantenbinding. Een ander hoogtepunt was het Baroeg 35 jaar-feest met headliners Enslaved en Trouble.
In 2020 werd half maart alles anders door de uitbraak van COVID-19. De capaciteit van Baroeg moest door de overheidsmaatregelen worden verlaagd van 350 staande bezoekers naar 25 mensen op een stoeltje. Internationale tournees werden geannuleerd, veel concerten werden meerdere keren verplaatst en BOA kon niet doorgaan. Vervolgens lag de focus op live-streams van met name Baroeg-vrijwilligers en VvB-ambassadeurs, alsmede streams van bands die live optraden op het podium van Baroeg. Dat leverde een nominatie op voor een Rotterdam Music Award in de categorie Beste Corona Initiatief.

### Jaren twintig
In de maanden januari en februari van 2022 waren er nog covid-19 maatregelen, waardoor er alleen online activiteiten plaats mochten vinden. Het eerste reguliere concert was op 10 maart 2022.
Ter ere van het veertigjarige bestaan in 2021 maakte Miniworld Rotterdam een maquette van het pand van Baroeg. Deze mini Baroeg werd in juli 2022 onthuld.
Het concert van Alestorm was de eerste uitverkochte Baroeg On Tour show in de ‘kleine’ zaal van Maassilo.
Een project dat in april voor het eerst werd uitgevoerd, is ‘Everyone Rocks’. Dit is een evenement dat als doel heeft om mensen met een beperking samen te brengen met Baroeg bezoekers.
Baroeg is in 2023 tevens als eerste poppodium een samenwerking aangegaan met Rotterdamse schoenenzaak Mascolori.
Het oude pand van Baroeg is vanaf 28 april 2024 officieel gesloten voor concerten. 
In augustus 2024 bracht Baroeg het boek 'Dik 40 Jaar' Baroeg uit met een boekpresentatie in Podium Islemunda.

## Nieuwbouw
Het huidige pand, wat eigendom is van de gemeente Rotterdam, is verouderd, vooral de faciliteiten voor het personeel en de artiesten zijn achterhaald. 17 juli 2023 is er een open dag gehouden waarbij de nieuwbouwplannen aan omwonenden en andere geïnteresseerden werd getoond. Er kon terugkoppeling worden gegeven op het voorlopige ontwerp wat mede als input zal dienen voor het definitieve ontwerp. Dat definitief ontwerp moet eind 2023 klaar zijn.
Ergens in 2024 moet de nieuwbouw starten en in 2025 zou het nieuwe gebouw haar deuren moeten openen. In de tussentijd programmeert Baroeg bands op andere locaties in de stad, waaronder V11, Maassilo, Podium Grounds, Rotown en SoundVille en uiteraard het jaarlijkse festival Baroeg Open Air in het Zuiderpark.

## Baroeg Open Air

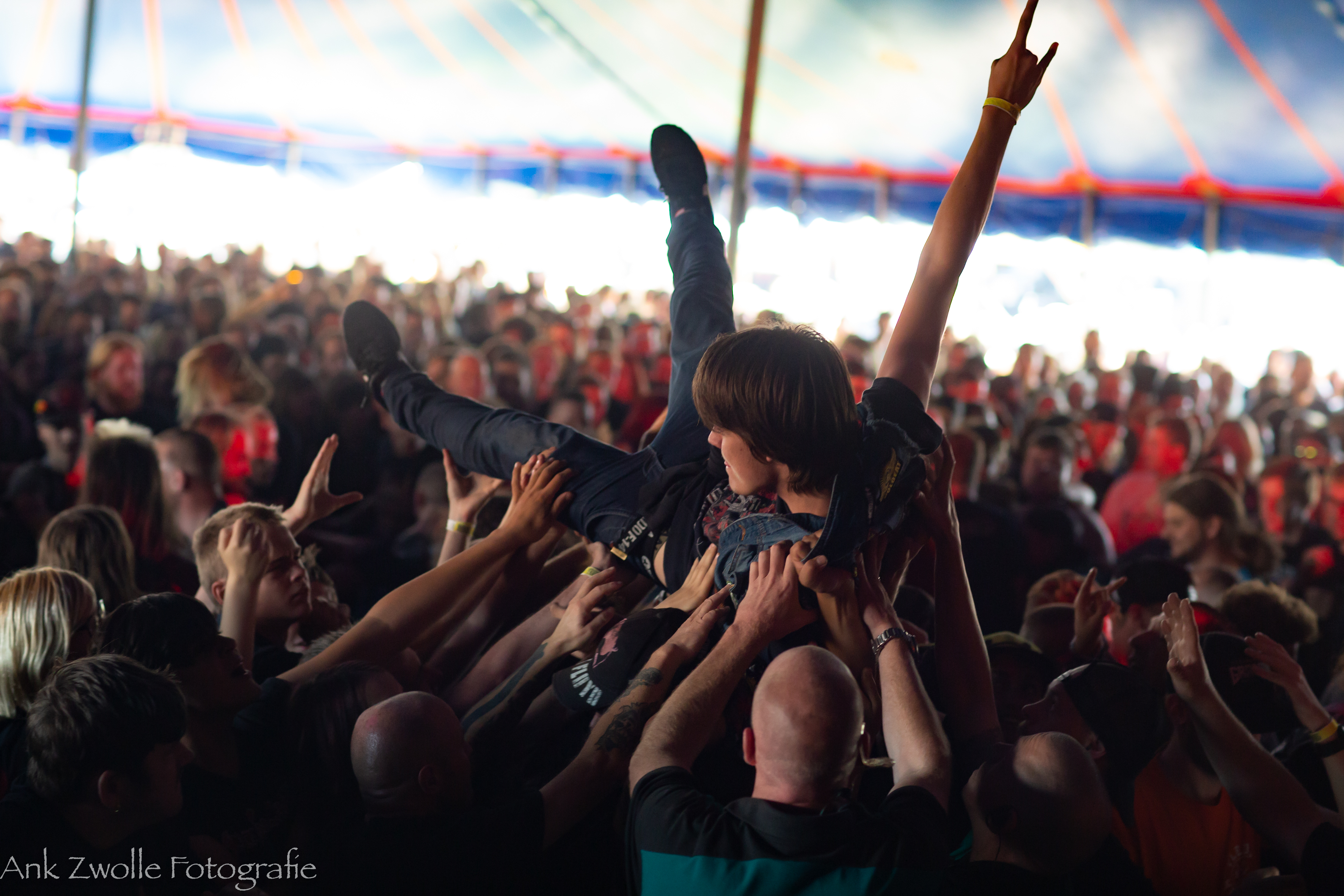
Crowdsurfer op Baroeg Open Air 2018

In het kader van 25 jaar Baroeg wilde de bestuursvoorzitter en coördinator Chris Spaanenburg een buitenfestival op poten te zetten. Hij slaagde daarin. De eerste editie van Baroeg Open Air (BOA) vond plaats op zaterdag 2 september 2006 in het Spinozapark. Dit werd daarna elke twee jaar georganiseerd. Ook in 2011, het dertigjarig bestaan, is het festival georganiseerd; in samenwerking met het SKVR is een educatief talentprogramma georganiseerd onder de naam "Rock Central". Sindsdien wordt BOA elke zomer herhaald. Sinds 2019 is het festival niet langer gratis.